# سامانه هدف‌گیری فروسرخ در شب

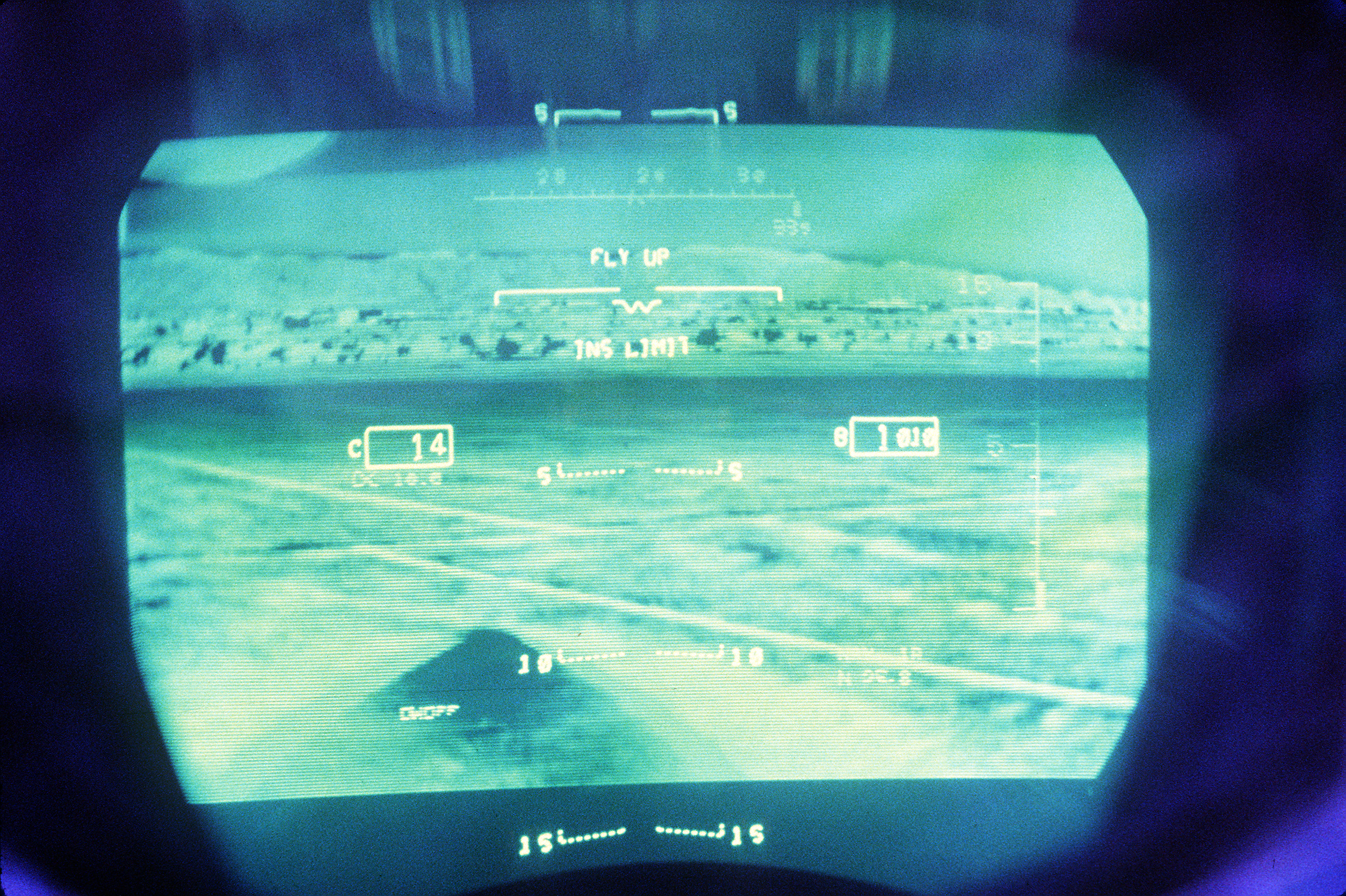
تصویر پشت شیشه‌ای فروسرخ از سیستم لانتیرن در هواپیمای اف-۱۵ ای

سامانه جستجوگر ارتفاع پایین و سامانه هدفگیر فروسرخ در شب یا سامانه لانتیرن (LANTIRN) سامانه‌ای است که در جنگنده‌های نخستین نیروی هوایی ایالات متحده مانند هواپیماهای اف-۱۵ ای استرایک ایگل و تعدادی از مدل‌های اف-۱۶ فایتینگ فالکن استفاده شد. سیستم لانتیرن در اف-۱۴ تام کت نیز استفاده شده‌است. سامانه لانتیرن توانایی عملیات جنگی این هواپیماها را افزایش می‌دهد، و به آن‌ها اجازه می‌دهد تا در ارتفاعات پایین، در شب و در هوای نامساعد، اهداف زمینی خود را با موشک‌های گوناگون هدایت شونده، مورد هدف قرار دهند. 

## خصوصیات کلی

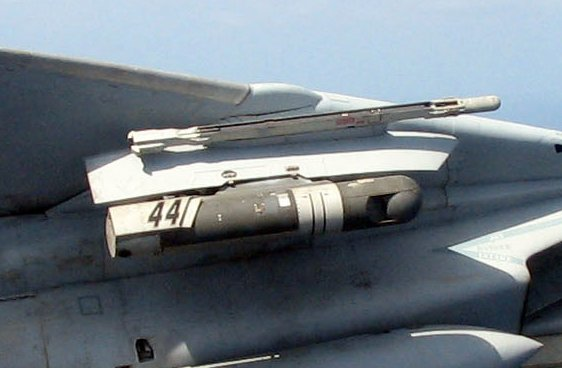
هدف یاب لانتیرن در هواپیمای اف-۱۴دی، سال ۲۰۰۵

- عملکرد اولیه: جستجوی ارتفاع پایین و هدف یابی فروسرخ در پروازهای شب
- سازنده: شرکت لاکهید مارتین
- طول: پوشش جستجوگر ۱،۹۹ متر- پوشش هدف یاب ۲،۵۱ متر
- قطر: پوشش جستجوگر ۳۰۵ میلی‌متر- پوشش هدف یاب ۳۸۰میلیمتر
- هواپیمای استفاده‌کننده: اف-۱۵ ای، اف-۱۶سی/دی، اف-۱۴ ای/بی/دی
- تاریخ اولین طراحی: مارس ۱۹۷۸